# Мазурин, Герман Алексеевич
Ге́рман Алексе́евич Мазу́рин (10 августа 1932, Пенза, РСФСР, СССР — 19 сентября 2023, Москва, Россия) — советский и российский художник, иллюстратор множества изданий детской и юношеской литературы.
Профессор, руководитель мастерской «Искусство книги» Московского государственного академического художественного института им. В.И. Сурикова при Российской академии художеств.
Почётный член Российской академии художеств (2018), Заслуженный художник РСФСР (1988), Член Союза журналистов СССР (1961), член Союза художников СССР (1965).

## Биография
Родился 10 августа 1932 года в Пензе. Родом из многодетной крестьянской семьи. Отец будущего художника хоть и не получил полноценного образования, был грамотным, рисовал, любил читать и прививал привычку к чтению своим детям.

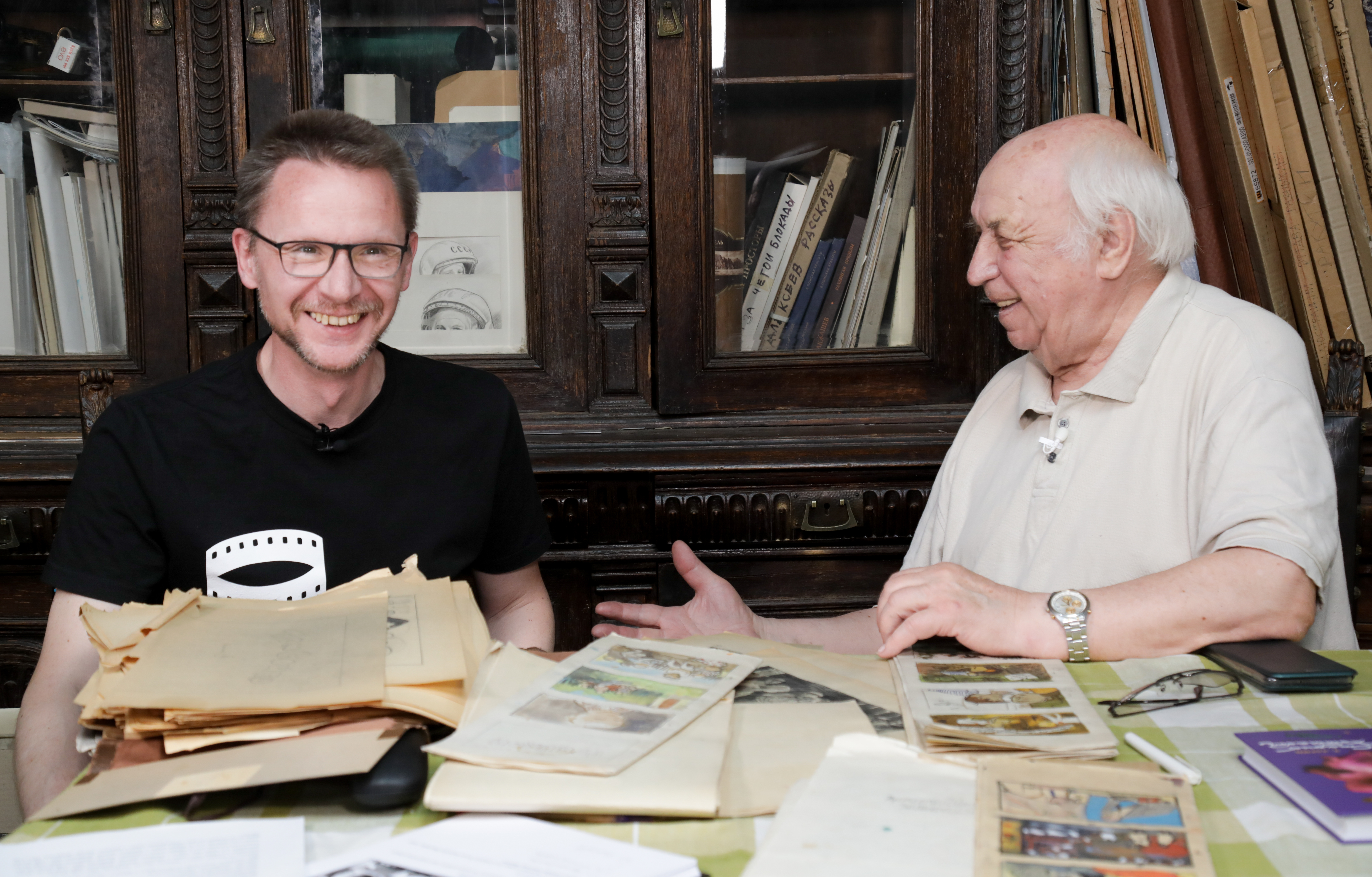
Герман Мазурин и замдиректора РГДБ Илья Гавришин в мастерской художника

Летом 1946 года Герман, возвращаясь с речки, увидел объявление о наборе учащихся в детскую художественную школу. В качестве вступительного задания юноша нарисовал портрет Сталина.
По окончании художественной школы, в 1947 году без экзаменов поступил в Пензенское художественное училище, находившееся в том же здании, что и школа. В те годы в училище преподавал ученик И. Е. Репина — Иван Силович Горюшкин-Сорокопудов.
В 1947—1952 годах прошёл обучение в Пензенском художественном училище.
В 1952 году поступил на графический факультет Московского государственного художественного института имени В. И. Сурикова. Здесь Герман Мазурин встретил второго наставника, давшего путёвку в жизнь — профессора Бориса Александровича Дехтерёва.
Пройдя обучение в 1952—1958 годах в мастерской книги профессора Б. А. Дехтерёва защитил диплом — иллюстрации к книге Л. Лагина «Старик Хоттабыч». Во время учёбы, с 1955 года, начал работать в издательстве «Детская литература».
С 1974 года — преподаватель в МГХИ им. В. И. Сурикова. В 2001—2003 годах — профессор Восточного международного художественного института г. Чжэнчжоу, Китай.
Скончался 19 сентября 2023 года в Москве. Похоронен на Востряковском кладбище (участок 126).

## Творчество
Первым литературным героем, положившим начало творческого пути Германа Мазурина, стал «Дядя Стёпа — милиционер» С. Михалкова.
Его художник нарисовал на третьем курсе МГАХИ имени В. И. Сурикова. Его преподаватели показали рисунки Сергею Михалкову, они ему понравились, и уже через несколько месяцев в издательстве «Детская литература» вышла книга с его иллюстрациями. Так с 1955 года началось длительное сотрудничество художника с этим издательством.
Второй книгой стала его дипломная работа под руководством Б. Дехтерева. Это легендарная книга Л. Лагина «Старик Хоттабыч» (с рисунками Мазурина вышло 34 переиздания!).
С 1958 года — участник художественных выставок, советских, российских и международных. Персональные выставки прошли в таких городах, как Москва, Будапешт, Пенза, Вена, Амстердам, Чжэнчжоу (Китай). Работы Г. А. Мазурина хранятся в музеях и частных собраниях России, США, Китая, Голландии, Италии, Австрии и других стран.
Как художник-иллюстратор оформил более 300 книг. Среди них:
- Антон Чехов «Каштанка»;
- Лазарь Лагин «Старик Хоттабыч»;
- Марк Твен «Приключения Тома Сойера»;
- Александр Куприн «Слон»;
- Алексей Толстой «Гиперболоид инженера Гарина» и «Аэлита».

На основе его рисунков создано 14 диафильмов, среди которых произведения Корнея Чуковского, Сергея Михалкова, Агнии Барто, Анатолия Алексина, Валентина Катаева, Отфрид Пройслер, Октава Панкуяш, Пьера Годара и других известных авторов.

## Награды
Указом Президиума Верховного Совета РСФСР от 14 июня 1988 года присвоено почётное звание «Заслуженный художник РСФСР».